# Juglot
Juglot oder Jaglot ist eine Stadt im Gilgit-Distrikt im autonomen Territorium Gilgit-Baltistan, den früheren Nordgebieten Pakistans. Juglot liegt etwa 45 Kilometer südöstlich von Gilgit auf dem Karakorum Highway.

## Bedeutung und Lage
Juglot ist eine wirtschaftlich bedeutsame Stadt des Territoriums. Juglot hat neben Gilgit zu den weiteren sechs Distrikten (Skardu-, Ghanche-, Ghizar-, Hunza-Nagar-, Diamir- und Astore-Distrikt) der autonomen Region von Gilgit-Baltistan wirtschaftliche Beziehungen. Die Stadt hat die größten Depots für Öl, Weizen und Mehl in der Region. Der Ort und die umliegenden Dörfer haben etwa 27.000 Einwohner mit 3.000 Häusern. 33 Prozent der Bevölkerung haben eine schulische Ausbildung, das ist erheblich über dem Durchschnitt im Norden Pakistans.

## Dörfer
Juglot umfasst 15 Dörfer: Das Dorf Damote hat Bedeutung wegen seiner Sommerweiden für Vieh, bei Chakarkot und Pahote liegt der Kreuzungspunkt von drei bedeutsamen Gebirgen, dem Karakorum, Himalaya und Hindukusch. Chakarkot wird auch Sabil, Shumrote und Jagot benannt.

## Bewohner
Die Bevölkerung des Ortes besteht aus etwa 30 Prozent Shin, inklusive der Koliwalshin (Gabare and Chillisso) und etwa 23 Prozent Yashkun, während sich die restliche Bevölkerung aus kleineren Volksstämmen zusammensetzt. Die Bevölkerung, die  aus Kaschmir kam, wohnt im Zentrum des Ortes. Minderheiten in Juglot sind die Karamin, Marotche und Paschtunen.